# Vuelta a Colombia 2003
La 53.ª edición de la Vuelta a Colombia (patrocinada como: Vuelta a Colombia Orbitel) tuvo lugar entre el 16 y el 30 de junio de 2003. El boyacense Libardo Niño Corredor del equipo Lotería de Boyacá se coronó campeón con un tiempo de 56 h,  14 min y 59 s.

## Equipos participantes
| Equipo                                                                                     | Categoría  |
| ------------------------------------------------------------------------------------------ | ---------- |
| 05 Orbitel A                                                                               | Aficionado |
| 05 Orbitel B                                                                               | Aficionado |
| Aguardiente Antioqueño-Lotería de Medellín                                                 | Aficionado |
| Ciclo Acosta Bello-Gripogen                                                                | Aficionado |
| Colombia-Selle Italia                                                                      | Aficionado |
| Ecuador                                                                                    | Aficionado |
| Gobernación del Zulia-Alcaldía de Cabimas (Venezuela)                                      | Aficionado |
| Juegos Nacionales 2004-Empresa de Licores de Cundinamarca-Sorteo Extraordinario de Navidad | Aficionado |
| Lotería de Boyacá                                                                          | Aficionado |
| Lotería del Táchira (Venezuela)                                                            | Aficionado |
| Mixto 1 (Gobernación de Boyacá-FFAA-Caldas)                                                | Aficionado |
| Mixto 2 (EPM.net Idea-Cundinamarca)                                                        | Aficionado |
| Mixto 3 (Sucre-Cicloases)                                                                  | Aficionado |

## Etapas
| Etapa      | Fecha       | Recorrido                    | Distancia (km) | Ganador                          | Líder                            |
| ---------- | ----------- | ---------------------------- | -------------- | -------------------------------- | -------------------------------- |
| Prólogo    | 16 de junio | El Rodadero - Santa Marta    | 6,6 (CRI)      | Prologo cancelado por mal tiempo | Prologo cancelado por mal tiempo |
| 1.ª etapa  | 17 de junio | Santa Marta - Cartagena      | 225            | John Freddy Parra                | John Freddy Parra                |
| 2.ª etapa  | 18 de junio | Cartagena - Sincelejo        | 182            | Santo Álvarez                    | John Freddy Parra                |
| 3.ª etapa  | 19 de junio | Sincelejo - Caucasia         | 192            | Gil Cordovés                     | John Freddy Parra                |
| 4.ª etapa  | 20 de junio | Caucasia - Yarumal           | 165            | Daniel Rincón                    | Daniel Rincón                    |
| 5.ª etapa  | 21 de junio | Yarumal - El Escobero        | 154            | Libardo Niño Corredor            | Libardo Niño Corredor            |
| 6.ª etapa  | 22 de junio | Barbosa - Puerto Berrío      | 147            | Hernán Darío Bonilla             | Libardo Niño Corredor            |
| 7.ª etapa  | 23 de junio | Piedecuesta - Barichara      | 132            | Félix Cárdenas                   | Libardo Niño Corredor            |
| 8.ª etapa  | 24 de junio | Socorro - Duitama            | 224            | Alejandro Iván Cortés            | Libardo Niño Corredor            |
| 9.ª etapa  | 25 de junio | Duitama - Sopó               | 168            | Carlos Ibáñez                    | Libardo Niño Corredor            |
| 10.ª etapa | 26 de junio | Soacha - Ibagué              | 197            | Óscar Álvarez                    | Libardo Niño Corredor            |
| 11.ª etapa | 27 de junio | Ibagué - Santa Rosa de Cabal | 145            | Félix Cárdenas                   | Libardo Niño Corredor            |
| 12.ª etapa | 28 de junio | Cartago - La Unión           | 47,2 (CRI)     | Heberth Gutiérrez                | Libardo Niño Corredor            |
| 13.ª etapa | 29 de junio | Tuluá - Kilómetro 18         | 163            | Uberlino Mesa                    | Libardo Niño Corredor            |
| 14.ª etapa | 30 de junio | Circuito en Cali             | 99             | Hernán Bonilla                   | Libardo Niño Corredor            |

## Clasificaciones finales
Las clasificaciones finalizaron de la siguiente forma:

### Clasificación general
| Clasificación general |                        |                                            |                  |
| Ciclista              | Ciclista               | Equipo                                     | Tiempo           |
| --------------------- | ---------------------- | ------------------------------------------ | ---------------- |
| 1.º                   | Libardo Niño Corredor  | Lotería de Boyacá                          | 56 h 14 min 59 s |
| 2.º                   | Félix Cárdenas         | 05 Orbitel A                               | + 2 min 36 s     |
| 3.º                   | Álvaro Sierra          | Aguardiente Antioqueño-Lotería de Medellín | + 3 min 28 s     |
| 4.º                   | Daniel Rincón          | Lotería de Boyacá                          | + 3 min 36 s     |
| 5.º                   | Israel Ochoa           | Lotería de Boyacá                          | + 3 min 37 s     |
| 6.º                   | Uberlino Mesa          | Colombia - Selle Italia                    | + 6 min 53 s     |
| 7.º                   | Víctor González        | Gobernación del Zulia-Alcaldía de Cabimas  | + 8 min 51 s     |
| 8.º                   | Ismael Sarmiento       | Lotería de Boyacá                          | + 10 min 41 s    |
| 9.º                   | Javier de Jesús Zapata | 05 Orbitel A                               | + 12 min 41 s    |
| 10.º                  | Heberth Gutiérrez      | 05 Orbitel A                               | + 13 min 03 s    |

### Clasificación de la montaña
| Clasificación de la montaña |                |                                            |        |
| Ciclista                    | Ciclista       | Equipo                                     | Puntos |
| --------------------------- | -------------- | ------------------------------------------ | ------ |
| 1.º                         | Félix Cárdenas | 05 Orbitel A                               | 115    |
| 2.º                         | Daniel Rincón  | Lotería de Boyacá                          | 109    |
| 3.º                         | Álvaro Sierra  | Aguardiente Antioqueño-Lotería de Medellín | 93     |

### Clasificación de las metas volantes
| Clasificación de las metas volantes |                |                       |        |
| Ciclista                            | Ciclista       | Equipo                | Puntos |
| ----------------------------------- | -------------- | --------------------- | ------ |
| 1.º                                 | John Nava      | Lotería del Táchira   | 39     |
| 2.º                                 | Hernán Bonilla | 05 Orbitel A          | 18     |
| 3.º                                 | Carlos Ibáñez  | Colombia-Selle Italia | 16     |

### Clasificación de la regularidad
| Clasificación de la regularidad |                        |                   |        |
| Ciclista                        | Ciclista               | Equipo            | Puntos |
| ------------------------------- | ---------------------- | ----------------- | ------ |
| 1.º                             | Libardo Niño Corredor  | Lotería de Boyacá | 140    |
| 2.º                             | Javier de Jesús Zapata | 05 Orbitel A      | 129    |
| 3.º                             | Félix Cárdenas         | 05 Orbitel A      | 103    |

### Clasificación de los novatos
| Clasificación de los novatos |                      |                       |                   |
| Ciclista                     | Ciclista             | Equipo                | Tiempo            |
| ---------------------------- | -------------------- | --------------------- | ----------------- |
| 1.º                          | Mauricio Ortega      | Mixto 2               | 56 h 40 min 11 s  |
| 2.º                          | Giovanni Báez        | Lotería de Boyacá     | + 53 min 18 s     |
| 3.º                          | Oscar Mauricio Henao | Colombia-Selle Italia | + 1 h 07 min 25 s |

### Clasificación por equipos
| Clasificación por equipos |                                            |                   |
| Equipo                    | Equipo                                     | Tiempo            |
| ------------------------- | ------------------------------------------ | ----------------- |
| 1.º                       | Lotería de Boyacá                          | 168 h 48 min 15 s |
| 2.º                       | 05 Orbitel A                               | + 20 min 14 s     |
| 3.º                       | Aguardiente Antioqueño-Lotería de Medellín | + 37 min 25 s     |